# Вука, Мариян
Ма́риян Ву́ка (хорв. Marijan Vuka; род. 10 января 1980, Осиек) — хорватский футболист, нападающий. Играл в основном в хорватских клубах, также выступал за границей в Российской Премьер-лиге и Канадской футбольной лиге.

## Карьера

### Клубная
Воспитанник футбольной школы клуба «Осиек» из одноимённого города. Профессиональную карьеру начал в 1999 году в клубе «Вуковар» из одноимённого города. В 2001 году перешёл в «Осиек», в составе которого играл и забивал даже в Кубке УЕФА, однако, затем получил травму, из-за которой потерял место в составе «Осиека», а после восстановления перешёл в клуб «Марсония» из города Славонски-Брод.
В июне 2004 года перешёл в «Кубань», в составе которой дебютировал 3 июля в домашнем матче против московского «Динамо», а первый гол забил 7 июля в выездном матче против московского «Спартака», всего в том сезоне провёл за «Кубань» 14 матчей в Премьер-лиге, в которых забил 3 мяча, и ещё сыграл 2 матча в Кубке России, в которых забил 1 гол. В следующем году сыграл в составе «Кубани» 13 матчей, в которых забил 4 мяча. В январе 2006 года на предсезонном сборе получил тяжёлую травму, в результате чего надолго выбыл из строя, а после восстановления поддерживал форму, играя в любительских соревнованиях города и края.
В 2007 году перешёл в клуб «Цибалия» из города Винковцы, где, однако, играл недолго, и в начале 2008 года продолжил карьеру в клубе «Графичар-Водовод» из Осиека, а уже летом того же года перешёл в клуб «Меджимурье» из города Чаковец. По итогам сезона 2008/2009 годов стал лучшим бомбардиром Второй лиги, забив 19 мячей. В 2011/2012 играл за «Хрватски Драговоляц», затем за клубы Третьей лиги «Конавлянин» из Чилипи (2012/2013) и «Вишневац» из пригорода Осиека (2013).
В 2014 году Мариян вновь уехал за границу и год играл за клуб Канадской футбольной лиги «Берлингтон СК», проведя 14 матчей и забив шесть голов.

## Личная жизнь
Брат-близнец Марияна — Ивица — тоже футболист.